# Adobe Creative Suite
Adobe Creative Suite egy Desktop publishing szoftver, mely az Adobe Systems termékcsaládba tartozik.
CS3 termékcsaládba olyan programok tartoznak, mint a Adobe Dreamweaver, Adobe Flash és Fireworks, melyeket a Macromedia fejlesztett 2005-ben.
Az Adobe Creative Suite 2003-ban jelent meg. A két első verzió a CS és a CS2 voltak. Az eredeti kiadás a következő programokat tartalmazta (The Standard Edition): Adobe Illustrator, Adobe Photoshop, Adobe InDesign, Adobe Version Cue, Adobe Bridge. (The Premium Edition) magába foglalta még a Adobe GoLive, Adobe Acrobat Professional, Adobe Dreamweaver szoftvereket. Az Adobe CS 5.5 csomagja 2011. április 11-én került forgalomba.

## Adobe Creative Suite 3 Design Premium
- Adobe Photoshop CS3 Extended
- Adobe Illustrator CS3
- Adobe InDesign CS3
- Adobe Acrobat 8 Professional
- Adobe Flash CS3 Professional
- Adobe Dreamweaver CS3

## Adobe Creative Suite 3 Design Standard
- Adobe Photoshop CS3
- Adobe Illustrator CS3
- Adobe InDesign CS3
- Adobe Acrobat 8 Professional

## Adobe Creative Suite 3 Production Premium
- Adobe After Effects CS3 Professional
- Adobe Premiere Pro CS3
- Adobe Photoshop CS3 Extended
- Adobe Flash CS3 Professional
- Adobe Illustrator CS3
- Adobe Soundbooth CS3
- Adobe Encore CS3
- Adobe OnLocation CS3 (csak Windows-ra)
- Adobe Ultra CS3 (csak Windows-ra)

## Adobe Creative Suite 3 Web Premium
- Adobe Photoshop CS3 Extended
- Adobe Illustrator CS3
- Adobe Acrobat 8 Professional
- Adobe Flash CS3 Professional
- Adobe Dreamweaver CS3
- Adobe Contribute CS3
- Adobe Fireworks CS3

## Adobe Creative Suite 3 Web Standard
- Adobe Flash CS3 Professional
- Adobe Dreamweaver CS3
- Adobe Contribute CS3
- Adobe Fireworks CS3

## Szoftverek
|                                             | Design  | Design   | Web     | Web | Production Premium | Master Collection |
| Standard                                    | Premium | Standard | Premium |     | Production Premium | Master Collection |
| Photoshop CS3                               | ✔       |          |         |     |                    |                   |
| Photoshop CS3 Extended                      |         | ✔        |         | ✔   | ✔                  | ✔                 |
| Illustrator CS3                             | ✔       | ✔        |         | ✔   | ✔                  | ✔                 |
| InDesign CS3                                | ✔       | ✔        |         |     |                    | ✔                 |
| Acrobat 8 Professional                      | ✔       | ✔        |         | ✔   |                    | ✔                 |
| Flash CS3 Professional                      |         | ✔        | ✔       | ✔   | ✔                  | ✔                 |
| Dreamweaver CS3                             |         | ✔        | ✔       | ✔   |                    | ✔                 |
| Fireworks CS3                               |         |          | ✔       | ✔   |                    | ✔                 |
| Contribute CS3                              |         |          | ✔       | ✔   |                    | ✔                 |
| After Effects CS3 Professional              |         |          |         |     | ✔                  | ✔                 |
| Premiere Pro CS3                            |         |          |         |     | ✔                  | ✔                 |
| Soundbooth CS3                              |         |          |         |     | ✔                  | ✔                 |
| Encore CS3                                  |         |          |         |     | ✔                  | ✔                 |
| Shared features, services, and applications |         |          |         |     |                    |                   |
| Bridge CS3                                  | ✔       | ✔        | ✔       | ✔   | ✔                  | ✔                 |
| Version Cue CS3                             | ✔       | ✔        | ✔       | ✔   |                    | ✔                 |
| Device Central CS3                          | ✔       | ✔        | ✔       | ✔   | ✔                  | ✔                 |
| Stock Photos                                | ✔       | ✔        | ✔       | ✔   | ✔                  | ✔                 |
| Acrobat Connect                             | ✔       | ✔        | ✔       | ✔   | ✔                  | ✔                 |
| Dynamic Link                                |         |          |         |     | ✔                  | ✔                 |
| OnLocation CS3                              |         |          |         |     | ✔ (Windows Only)   | ✔ (Windows Only)  |
| Ultra CS3                                   |         |          |         |     | ✔ (Windows Only)   | ✔ (Windows Only)  |

A CS 5.5 termékcsaládja a Cs 3-as család folytatása, melyben a Adobe Dreamweaver, Adobe Flash és Fireworks található meg többek között. Az Adobe Creative Suite 5.5 2011-ben jelent meg.

## Adobe Creative Suite 3 Design Premium
- Adobe Photoshop CS5 Extended
- Adobe Illustrator CS5
- Adobe InDesign CS5
- Adobe Acrobat Pro
- Flash Professional
- Flash Catalyst
- Adobe Dreamweaver CS5
- Dreamweaver
- Fireworks
- Bridge
- Device Central
- Media Encoder

## Adobe Creative Suite 3 Design Standard
- Adobe Photoshop CS5
- Adobe Illustrator CS5
- Adobe InDesign CS5
- Adobe Acrobat Pro
- Bridge
- Device Central
- Media Encoder

## Adobe Creative Suite 5 Production Premium
- Adobe After Effects CS5 Professional
- Adobe Premiere Pro CS5
- After Effects
- Audition
- Adobe Photoshop CS5 Extended
- Adobe Flash CPro
- Adobe Illustrator CS5
- Bridge
- Device Central
- Media Encoder

## Adobe Creative Suite 3 Web Premium
- Adobe Photoshop CS5 Extended
- Adobe Illustrator CS5
- Adobe Acrobat Pro
- Adobe Flash Catalyst
- Adobe Flash Professional
- Fireworks
- Contribute
- Bridge
- Device Central
- Media Encoder

## Master Collection
- Photoshop
- Photoshop Extended
- Illustrator
- InDesign
- Acrobat Pro
- Flash Catalyst
- Flash Professional
- Flash Builder
- Dreamweaver
- Fireworks
- Contribute
- Premiere Pro
- After Effects
- Audition
- Bridge
- Device Central
- Media Encoder

## Magyar nyelvű könyvek
- Mercator Stúdió Photoshop könyvei 6-tól CC2017-ig Archiválva 2016. augusztus 10-i dátummal a Wayback Machine-ben
- Mercator Stúdió Illustrator könyvei 10-től CC2017-ig Archiválva 2016. augusztus 10-i dátummal a Wayback Machine-ben
- Mercator Stúdió InDesign könyvei CS2-től CC2017-ig Archiválva 2016. július 29-i dátummal a Wayback Machine-ben
- Pétery Kristóf: Adobe Photoshop CS3 (10) – Kezdő lépések[halott link] 2007, Mercator Stúdió, ISBN 978-963-606-662-8
- Pétery Kristóf: Adobe Photoshop CS3 (10) – Képmanipuláció[halott link] 2007, Mercator Stúdió, ISBN 978-963-606-661-1
- Pétery Kristóf: Adobe Photoshop CS3 (10) – Maszkolástól nyomtatásig[halott link] 2007, Mercator Stúdió, ISBN 963-9430-88-9
- Pétery Kristóf: Adobe Photoshop CS3 (10) – Testre szabás[halott link] 2007, Mercator Stúdió, ISBN 963-9496-02-2
- Pétery Kristóf: Adobe Illustrator CS3 (13) – Kezdő lépések[halott link] 2007, Mercator Stúdió, ISBN 978-963-606-658-1
- Pétery Kristóf: Adobe Illustrator CS3 (13) – Bitképek és nyomtatás[halott link] 2007, Mercator Stúdió, ISBN 978-963-606-657-4
- Pétery Kristóf: Adobe Illustrator CS3 (13) – Rajzolás és módosítás[halott link] 2007, Mercator Stúdió, ISBN 978-963-606-659-8
- Pétery Kristóf: Adobe Illustrator CS3 (13) – Testre szabás[halott link] 2007, Mercator Stúdió, ISBN 978-963-606-660-4